# Lygodium japonicum
Lygodium japonicum är en ormbunkeart som först beskrevs av Carl Peter Thunberg och fick sitt nu gällande namn av Olof Peter Swartz. Lygodium japonicum ingår i släktet Lygodium och familjen Lygodiaceae. Inga underarter finns listade.

## Bildgalleri

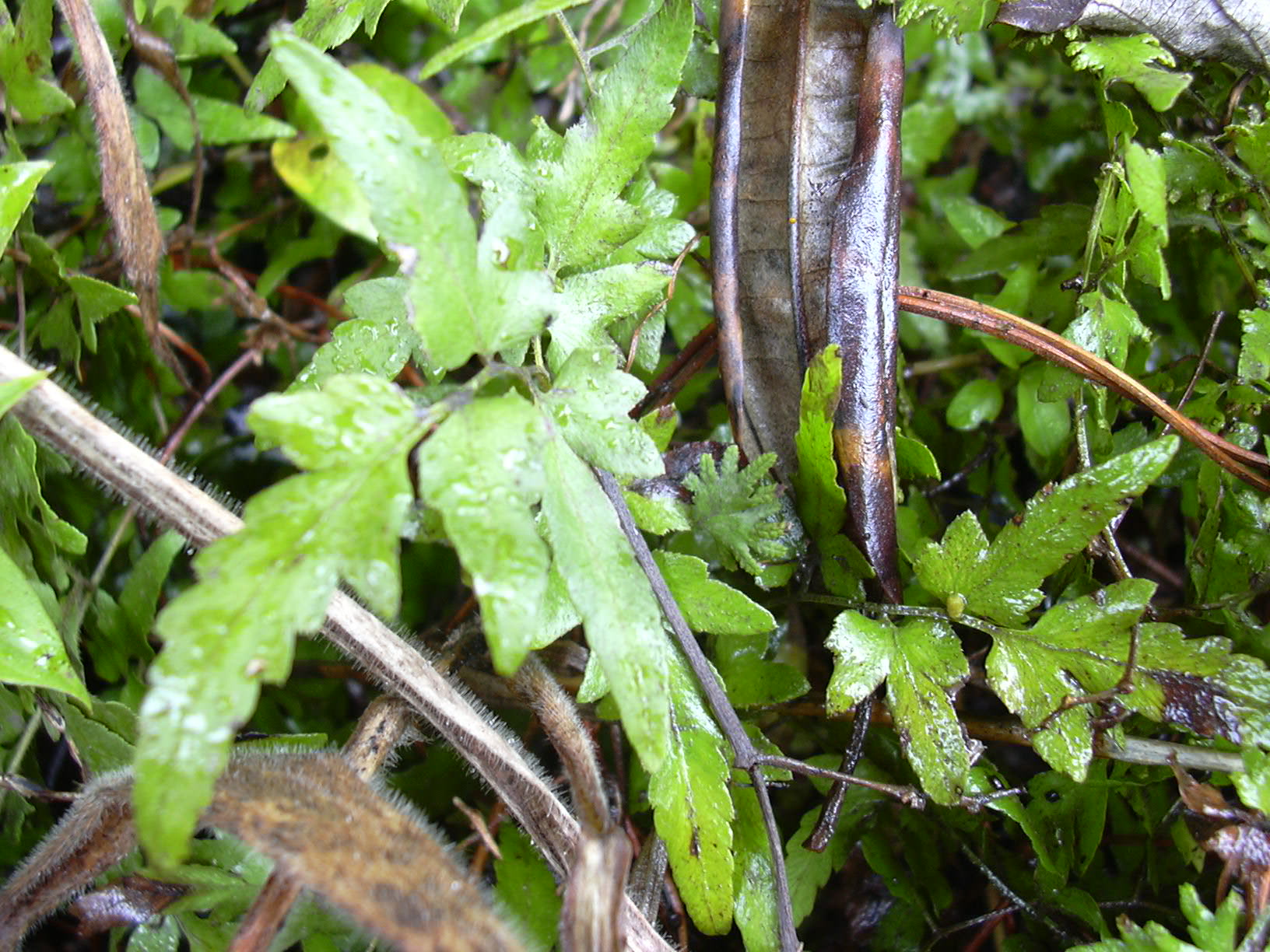
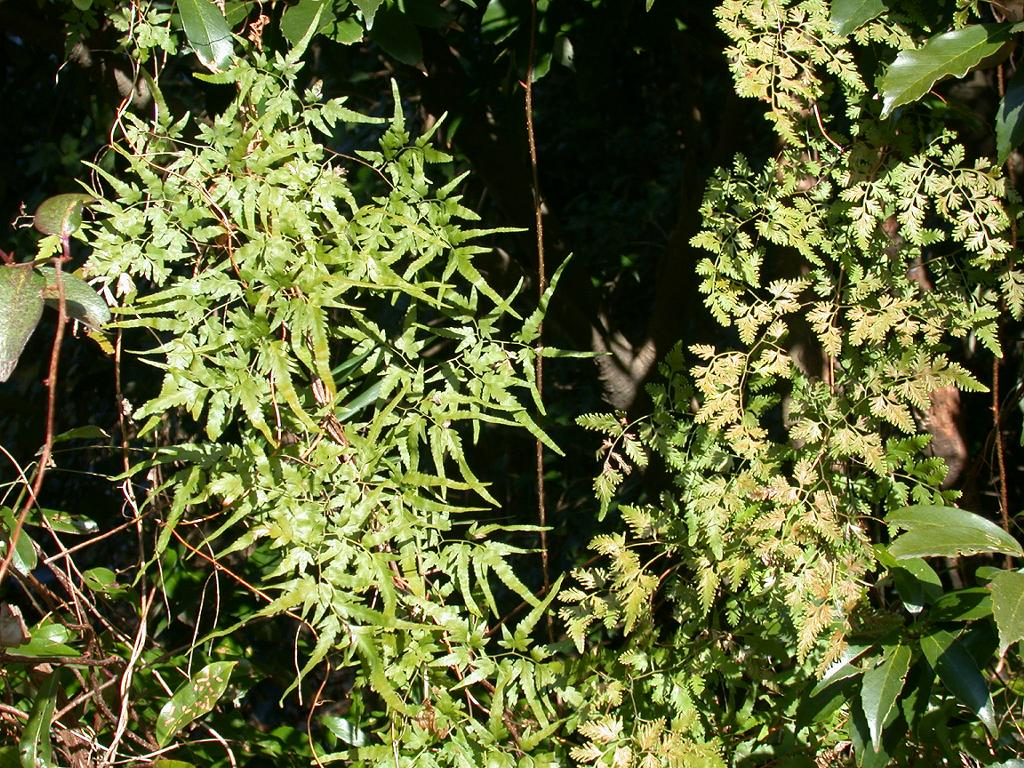
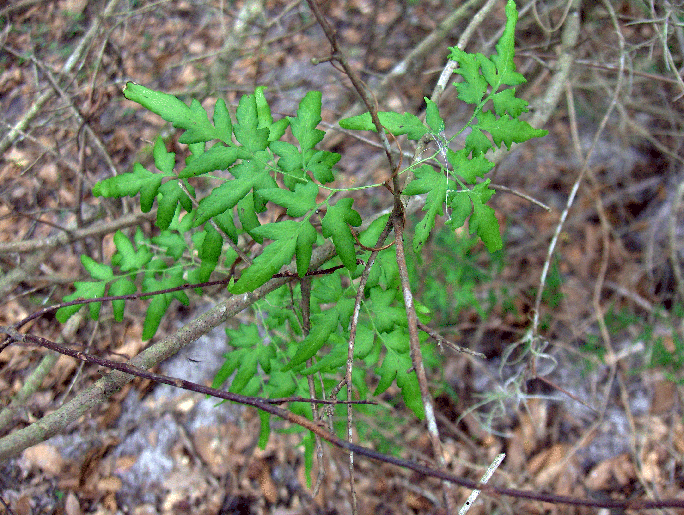
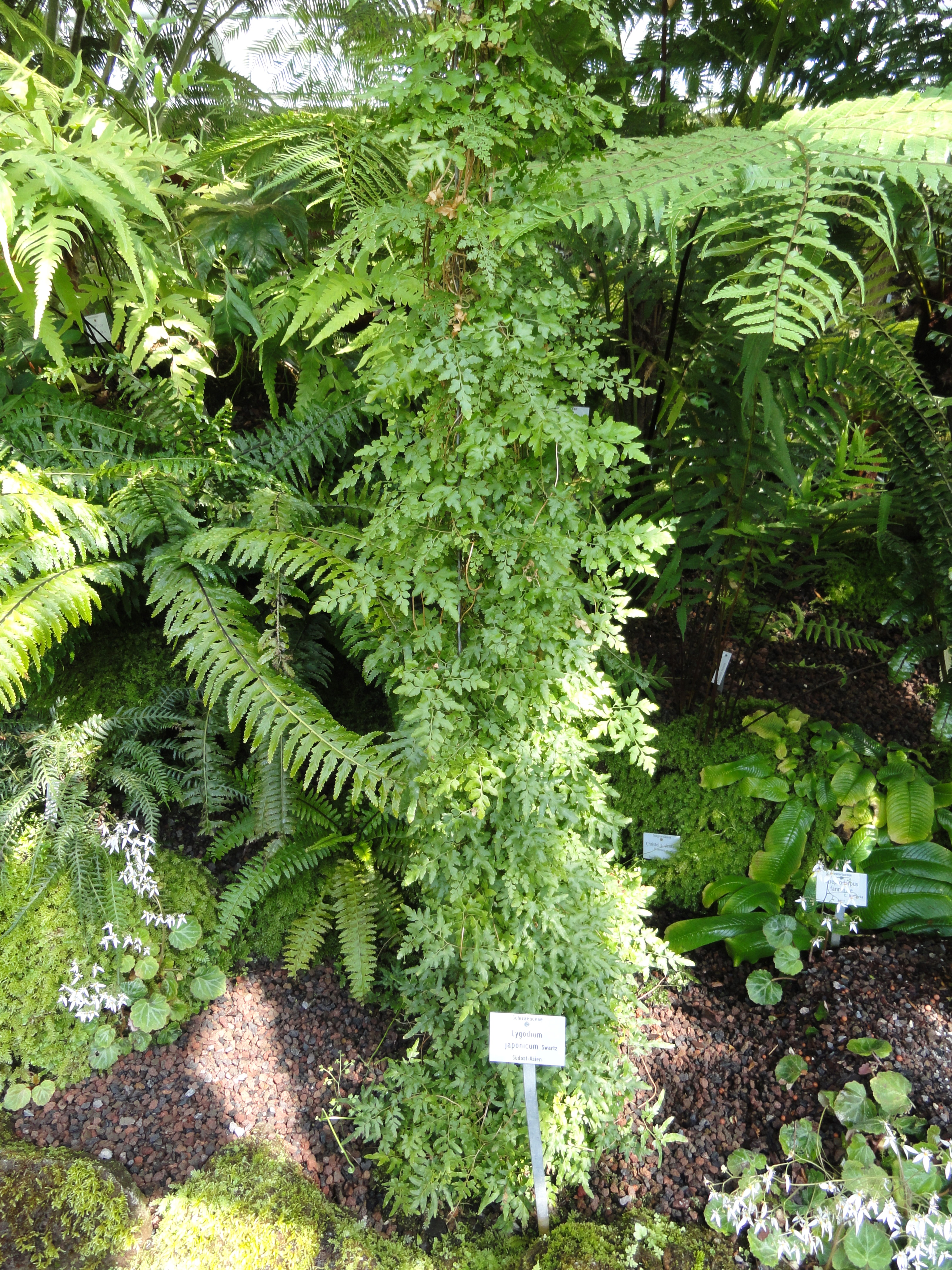
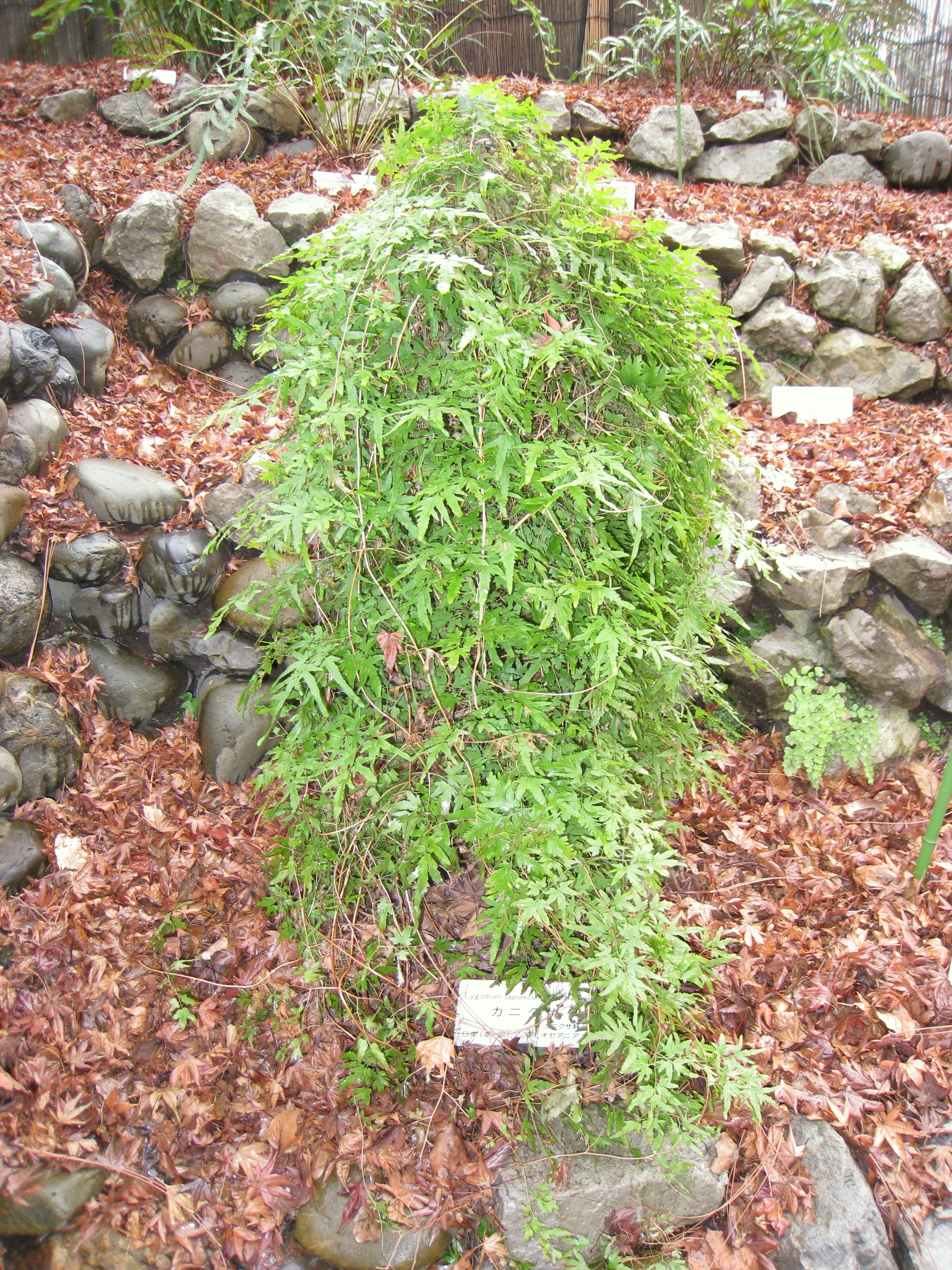
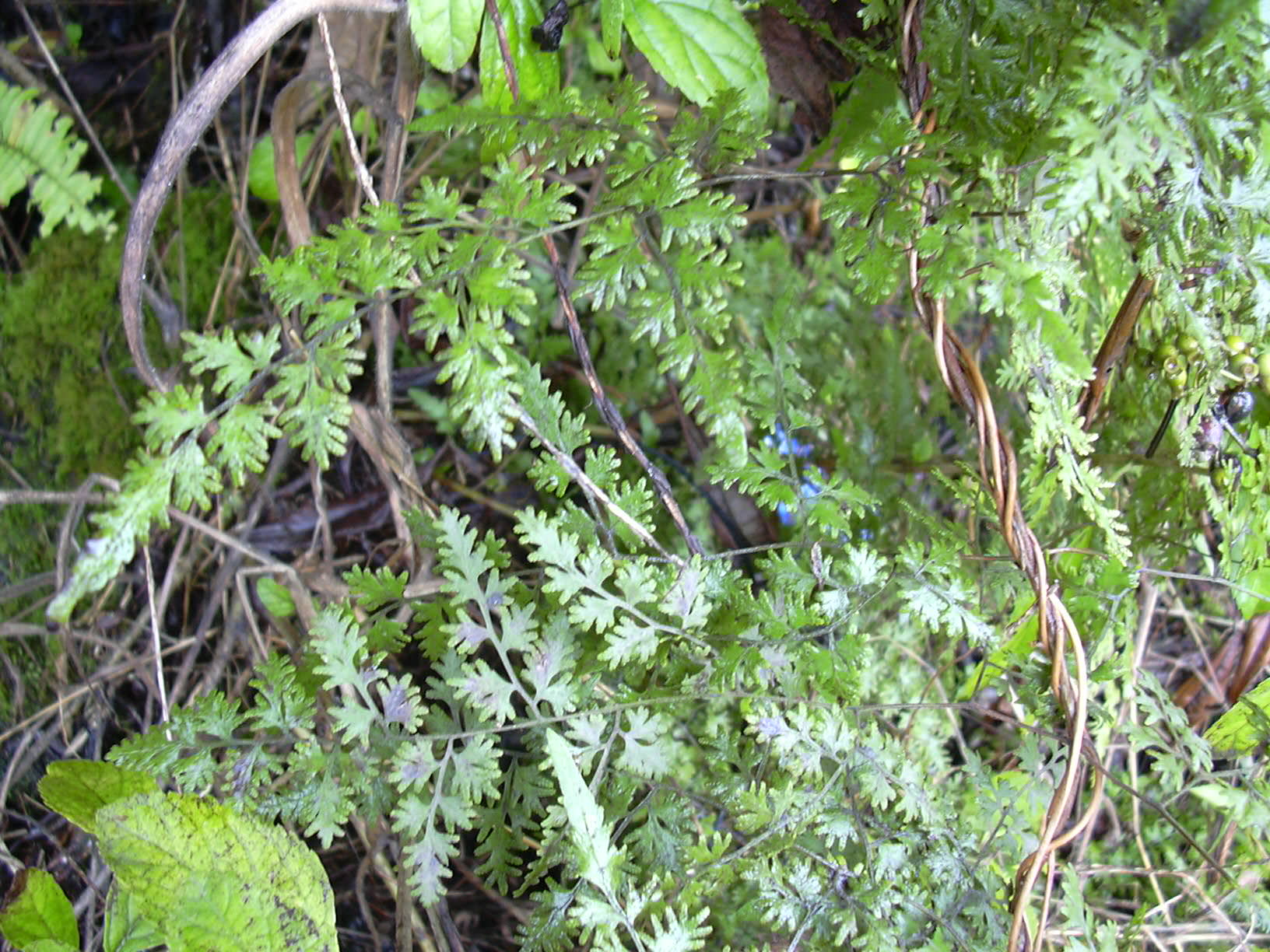